# Freeland (Washington)
Freeland az Amerikai Egyesült Államok északnyugati részén, Washington állam Island megyéjében elhelyezkedő statisztikai település. A 2010. évi népszámlálási adatok alapján 2045 lakosa van.

## Történet
A települést 1900-ban alapította a George Washington Daniels által vezetett szocialista Egyenlőség-kolónia. Mivel az új betelepülők a telkekért osztalékkal is fizethettek, Daniels azokat ingyenesként definiálta. Az 1902-től betelepülők már csak vásárlással juthattak földterülethez. Az első telkek két hektár méretűek voltak.
A freelandiek a Whidby Islandernek magukat „félkapitalista alapelvek mentén együttműködő szocialistákként” jellemezték.
John H. Prather egykor kompjáratot közlekedtetett Everett felé.

## Éghajlat
| Hónap                         | Jan.  | Feb.  | Már. | Ápr. | Máj. | Jún. | Júl. | Aug.  | Szep. | Okt. | Nov.  | Dec.  | Év    |
| ----------------------------- | ----- | ----- | ---- | ---- | ---- | ---- | ---- | ----- | ----- | ---- | ----- | ----- | ----- |
| Rekord max. hőmérséklet (°C)  | 16,7  | 18,3  | 23,3 | 23,9 | 32,2 | 33,9 | 37,8 | 35,6  | 32,2  | 23,9 | 20,0  | 19,4  | 37,8  |
| Átlagos max. hőmérséklet (°C) | 7,8   | 9,4   | 11,1 | 13,9 | 17,2 | 20,0 | 22,8 | 22,8  | 20,0  | 14,4 | 10,0  | 7,2   | 14,7  |
| Átlagos min. hőmérséklet (°C) | 3,9   | 3,3   | 5,0  | 6,1  | 8,3  | 10,0 | 11,7 | 11,7  | 10,6  | 7,8  | 5,6   | 3,3   | 7,3   |
| Rekord min. hőmérséklet (°C)  | −15,0 | −13,9 | −7,2 | −2,8 | −5,0 | 1,1  | −5,0 | −15,0 | −1,1  | −5,6 | −10,6 | −15,0 | −15,0 |
| Átl. csapadékmennyiség (mm)   | 57    | 39    | 42   | 37   | 43   | 33   | 19   | 17    | 26    | 41   | 69    | 62    | 485   |
| Forrás: The Weather Channel   |       |       |      |      |      |      |      |       |       |      |       |       |       |

## Népesség
A település népességének változása:
| Lakosok száma | 1313 | 2045 | 2252 |
|               | 2000 | 2010 | 2020 |

## Fordítás
- Ez a szócikk részben vagy egészben  a   Freeland, Washington című angol Wikipédia-szócikk ezen változatának fordításán alapul.  Az eredeti cikk szerkesztőit annak laptörténete sorolja fel. Ez a jelzés csupán a megfogalmazás eredetét és a szerzői jogokat jelzi, nem szolgál a cikkben szereplő információk forrásmegjelöléseként.